# Niko - Una renna per amico
Niko - Una renna per amico (Niko - Lentäjän poika) è un lungometraggio d'animazione 3D del 2008. Il film d'animazione uscì nelle sale cinematografiche europee come frutto della cooperazione di cinque case di produzione con una forte partecipazione finlandese.

## Trama
Niko è un cucciolo di renna che non ha mai conosciuto il proprio padre. La piccola renna sa solo che il padre è un membro delle leggendarie Forze Volanti, la squadra di renne che tira la slitta di Babbo Natale. Purtroppo, ad eccezione della madre e di pochi intimi, nessuno crede che il padre di Niko sia veramente famoso e il cucciolo viene costantemente preso in giro a causa del suo desiderio di volare.
Così ogni giorno, Niko, insieme al suo fedele amico e padre adottivo Julius, uno scoiattolo volante, si allena per riuscire a volare con scarsi risultati.
Un giorno, durante gli allenamenti di volo, Niko viene scoperto da due lupi di pattuglia e li conduce involontariamente al branco mettendo in pericolo tutte le renne, le quali sono costrette a migrare per sfuggire ai predatori. Niko, maltrattato dal branco, decide di fuggire verso il monte di Babbo Natale per incontrare il proprio padre.
Durante un viaggio difficoltoso e pieno di insidie, Niko e Julius incontrano Wilma, una cantante ermellino, e dovranno sfuggire in più circostanze al malvagio Lupo Nero e alla sua banda.
In una storia parallela, al branco di lupi si unisce una barboncina che si è smarrita nella distesa gelata. La cagnetta, che fraintende le reali intenzioni di Lupo Nero, instaura una relazione affettiva con un membro del gruppo.
Sia Niko che i lupi riusciranno a raggiungere le renne di Babbo Natale dove il cucciolo di renna si troverà ad affrontare Lupo Nero. Solo il coraggio di Niko e delle Forze Volanti riuscirà a sconfiggere la banda di lupi.
In un lieto fine, Niko ritroverà suo padre e Julius verrà nominato membro onorario delle Forze Volanti di Babbo Natale.

## Animali nel film
- Renna
- Scoiattolo volante siberiano
- Ermellino
- Lupo grigio europeo
- Barbonicino

## Un esperimento europeo
La realizzazione di questo film di animazione ha cercato di colmare il divario tra l'industria dell'animazione europea e quella oltreoceano.
Niko - Una renna per amico è un prodotto completamente europeo che presenta una partecipazione fondamentale della Finlandia, paese in cui l'immaginario legato al Natale è di fondamentale importanza.
Nonostante i precedenti europei, Niko si dissocia  dai temi classici dell'animazione europea e va a toccare temi comuni nella cinematografia americana. La volontà di inseguire un sogno, il credere in se stessi conferiscono al cartone un'anima hollywoodiana ma realizzata con mezzi europei.
La critica ha accolto favorevolmente la grafica e la qualità dell'audio, decisamente ad un livello migliore rispetto al suo parallelo americano L'era glaciale. Nonostante questo, il film ha in mente un pubblico composto per lo più da bambini. L'accostamento del disegno europeo al tema americano ha garantito un discreto successo al lungometraggio che, con più di quattro milioni di spettatori, apre la via all'industria dell'animazione finlandese.

## Incassi e sequel
Nonostante si tratti di un esperimento delle case cinematografiche nordiche, Niko - Una renna per amico ha ottenuto un buon apprezzamento da parte del pubblico più giovane. Il film ha richiamato inizialmente oltre un milione di spettatori, di cui 200'000 solo in Finlandia. Alla fine del novembre 2009 aveva raccolto oltre 2 milioni di spettatori, di cui 400'000 in Germania. I diritti di distribuzione del film sono stati venduti a più di cento paesi, tra i quali: tutti i paesi di lingua inglese, nonché un certo numero di paesi europei, dell'Asia orientale e dell'America Latina.
Nel novembre 2009, è stato annunciato un sequel dal titolo Niko e Johnny - Due renne nei guai, uscito nelle sale europee nel 2012. e nel 2024 è uscito il terzo film Niko e la slitta di Babbo Natale

## Nomination
Nonostante il lungometraggio non abbia ottenuto alcun premio, ha avuto due nomination:
Giffoni Film Festival 2009
Nomination come "Miglior film Elements +6"
European Film Awards 2009
Nomination come "EFA Film d'animazione a Kari Juusonen"